# Guerras Médicas

Império Aquemênida em seu apogeu em

Mapa das Guerras Médicas. A campanha de Dátis e Artafernes é a linha marrom; os vassalos persas estão em amarelo, estados neutros, em cinza e inimigos gregos, em laranja.

Guerras Médicas, Guerras Greco-Persas, Guerras Persas ou Guerras Medas são designações dadas aos conflitos bélicos entre os antigos gregos e o Império Aquemênida durante o século V a.C., de 499 até 449 a.C. A colisão entre o mundo político fragmentado dos gregos (aqueus, jônios, dórios e eólios) e o enorme império dos persas começara pela disputa sobre a Jónia na Ásia Menor, quando as colónias gregas da região, especialmente Mileto, tentaram livrar-se do domínio persa. Marcam tradicionalmente a transição da era arcaica para a era clássica. Apesar de não ter tido uma extensão considerável - para o Império Aqueménida este conflito inicialmente era bastante periférico - as guerras persas surgem como o ponto de partida da hegemonia ateniense no Mar Egeu, mas também como a consciência de uma certa comunidade de interesses do mundo grego face à Pérsia - ideia retomada, quase dois séculos depois, por Alexandre, o Grande.
Esta região da Jónia era colonizada pela Grécia, mas durante a expansão persa em direção ao Ocidente, Ciro, o Grande conquistou-a em 547 a.C. Lutando para governar as cidades independentes jónicas, os persas nomearam tiranos para governar cada uma delas. Isso provaria ser a fonte de muitos problemas tanto para os gregos quanto para os persas.
Em 499 a.C., o tirano de Mileto, Aristágoras, embarcou em uma expedição para conquistar a ilha de Naxos com o apoio dos persas. Fracassando no seu intento, e antecipando a sua remoção do cargo, Aristágoras incitou toda a Ásia Menor helênica a entrar em rebelião contra os persas. As colônias, lideradas por Mileto e contando com a ajuda de Atenas e Erétria, promoveram uma revolta, dando início à revolta jónica, que duraria até 493 a.C., e progressivamente atraindo mais regiões para o conflito. 
Essas revoltas levaram o xá aquemênida Dario, o Grande, a lançar seu poderoso exército sobre a Grécia continental, dando início às Guerras Médicas. O que estava em jogo era o controle do comércio marítimo na região. Aplacando a insurreição e buscando assegurar a integridade de seu império de novas revoltas e da interferência dos gregos continentais, Dario esquematizou uma expedição punitiva à Grécia continental. A primeira invasão persa da Grécia começou em 492 a.C., com o general persa Mardônio subjugando a Trácia e a Macedônia antes que vários contratempos o obrigassem a pôr um fim prematuro ao resto da campanha.
Em 490 a.C., uma segunda força foi enviada para a Grécia, desta vez pelo interior do Mar Egeu, sob o comando de Dátis e Artafernes. Essa expedição agrilhoou as Cíclades e arrasou Erétria. Contudo, a caminho para atacar Atenas, as tropas persas, de mais de vinte mil homens (como alguns autores falam em 50 mil, outros em 250 mil, não se sabe precisamente o efetivo persa), foram decisivamente rechaçadas por cerca de dez mil gregos chefiados pelo ateniense Milcíades, na Batalha de Maratona. Em 480 a.C., dez anos depois, Xerxes I, filho de Dario, comandou pessoalmente a segunda invasão com um dos maiores exércitos antigos já reunidos. Algumas cidades gregas, lideradas por Atenas e Esparta, formaram uma coalização para enfrentar o invasor. Outras, como Tebas, submeteram-se aos persas.
Inicialmente, os persas venceram os gregos na Batalha das Termópilas e na Batalha de Artemísio, permitindo-os invadir a maior parte da Hélade e incendiar Atenas. A frota ateniense, porém, comandada por Temístocles, conseguiu destruir a frota persa na Batalha de Salamina e mudou o rumo da guerra. No ano seguinte, comandado pelo espartano Pausânias, a confederação helênica entrou na ofensiva, derrotando decisivamente o exército persa na Batalha de Plateias e pondo fim à invasão. Os gregos aliados abateram o resto da marinha de guerra aquemênida na Batalha de Mícale e expulsaram as guarnições pérsicas de Sestos (479 a.C.) e Bizâncio (478 a.C.).  
Após a retirada persa da Europa e da vitória grega em Mícale, a Macedônia e os estados da cidade da Jónia recuperaram sua autonomia. Com o decorrer do tempo e das ações do general Pausânias no cerco de Bizâncio, muitas das cidades-estado gregas reconstituíram a aliança anti-persa em torno da liderança ateniense, denominada de Liga de Delos. Esta continuou com a série de operações militares contra a Pérsia pelas próximas três décadas, começando com a expulsão das guarnições adversárias restantes no continente europeu. Na Batalha do Eurimedonte, em 466 a.C., a Liga ganhou uma dupla vitória à qual finalmente garantiu a liberdade para todas as cidades jónicas. No entanto, o seu envolvimento na revolta egípcia por Inaro II contra Artaxerxes I resultou em uma derrota desastrosa, e novas campanhas foram suspensas. Uma frota grega foi enviada para Chipre em 451 a.C., mas pouco foi conquistado, e, quando esta se retirou, as guerras greco-persas chegaram ao fim. Algumas fontes históricas sugerem que o fim das hostilidades foi marcado por um tratado de paz entre Atenas e o Império Aquemênida: a Paz de Cálias.

## Origens do conflito: Revolta da Jónia

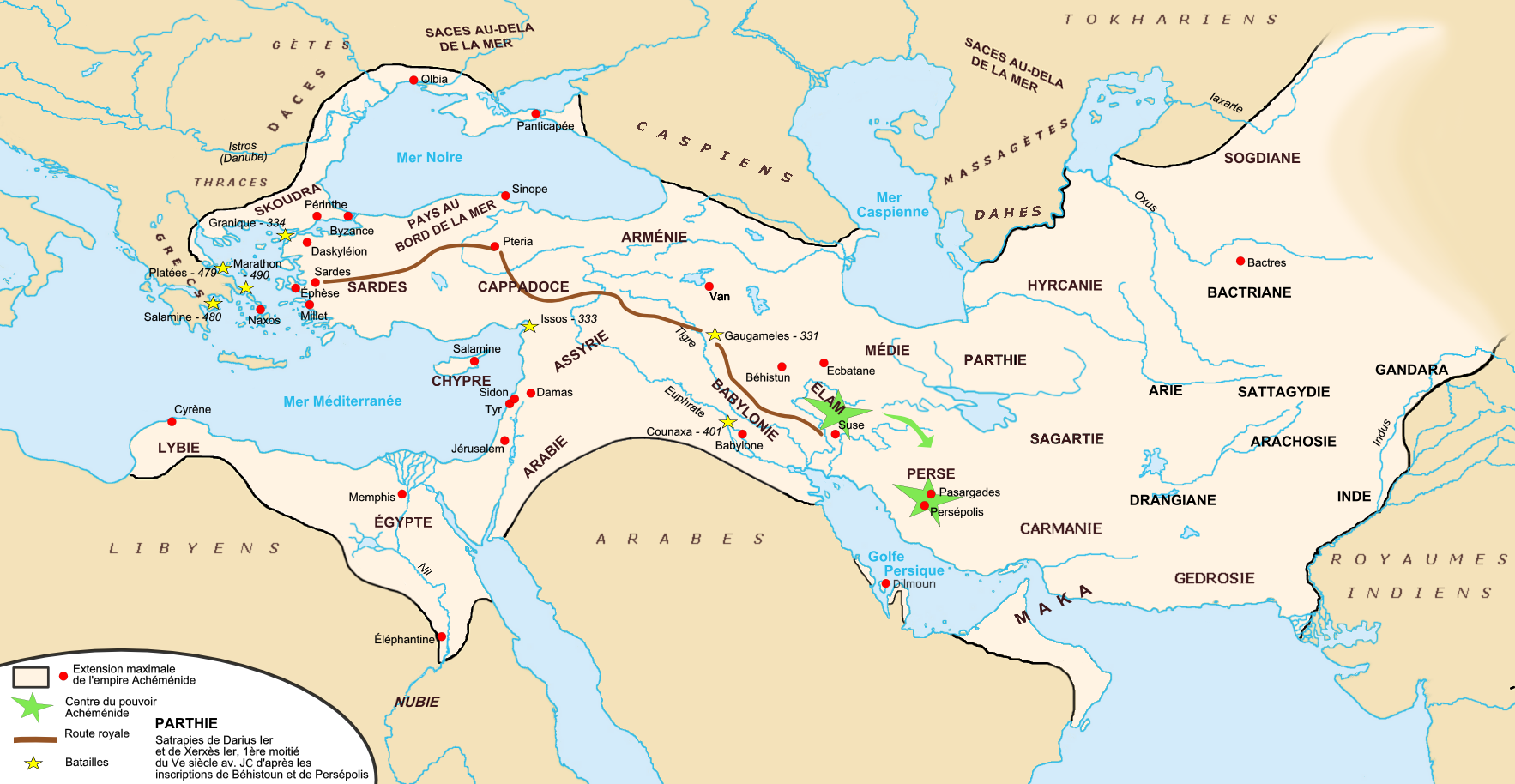
Império Aquemênida em

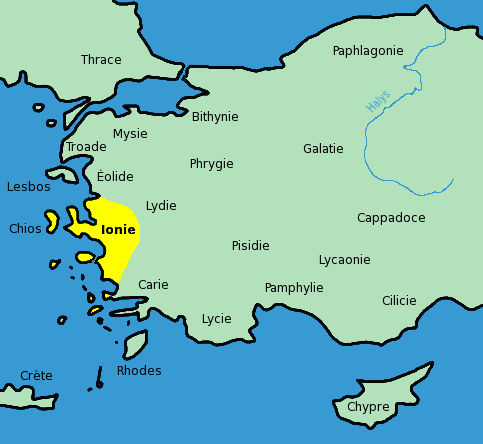
Posição de Jônia na Ásia Menor

## Motivos da revolta

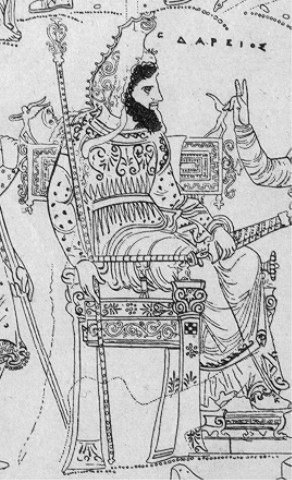
Dario I

## Primeira Guerra Médica

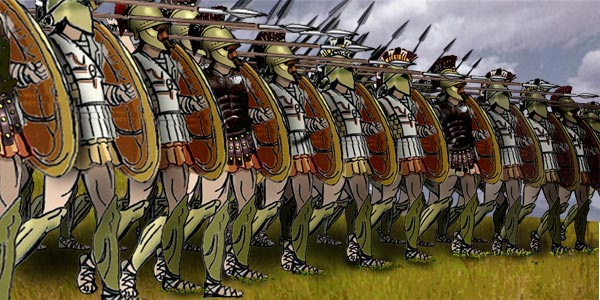
Uma falange de hoplitas gregos

### A campanha abortada de 492

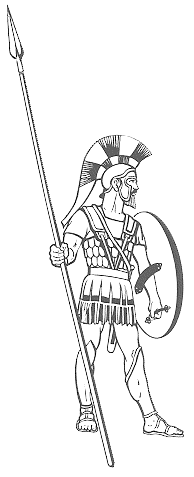
Hoplita grego

### Temístocles retoma o mando em Atenas

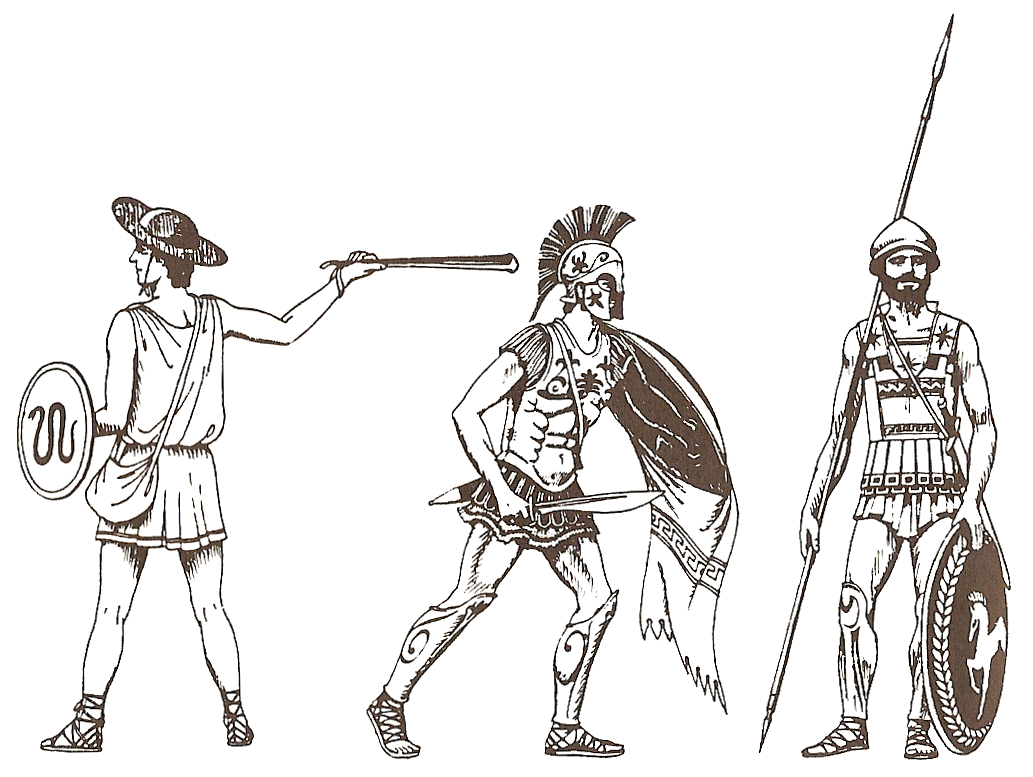
Soldados gregos do tempo das Guerras Médicas: um fundeiro (esquerda) e dois hoplitas. O hoplita do meio possui um cortinado em seu escudo para proteção contra flechas.